# JRA賞最優秀4歳以上牡馬
JRA賞最優秀4歳以上牡馬（ジェイアールエーしょう さいゆうしゅう よんさいいじょうぼば）は、JRA賞の競走馬部門の1つ。該当年度中に活躍した4歳（古馬）以上牡馬の競走馬に対して記者投票を行いその合計票数が1位だった馬が選出される。2000年まではJRA賞最優秀5歳以上牡馬という名称だったが、馬齢表記改正に伴って改称された。賞名および表彰団体はJRA賞年度代表馬と同様に啓衆社賞、優駿賞、JRA賞に引き継がれている。

## 歴代受賞馬
馬齢は2000年までは旧表記。年度代表馬は太字で、その他の賞を同時受賞した場合は斜字で表記。

### 啓衆社賞時代
| 年     | 受賞馬             | 性齢 | 年度成績 （主な勝ち鞍）                | 生産者       | 調教師     | 馬主             | 騎手                |
| ------ | ------------------ | ---- | -------------------------------------- | ------------ | ---------- | ---------------- | ------------------- |
| 1954年 | ハクリヨウ         | 牡5  | 5戦5勝 天皇賞 (春)                     | ヤシマ牧場   | 尾形藤吉   | 西博             | 保田隆芳            |
| 1955年 | ダイナナホウシユウ | 牡5  | 7戦6勝 天皇賞 (秋)                     | 飯原牧場     | 上田武司   | 上田清次郎       | 上田三千夫          |
| 1956年 | メイヂヒカリ       | 牡5  | 7戦5勝 天皇賞(春)、中山グランプリ      | 大塚牧場     | 藤本冨良   | 新田松江         | 蛯名武五郎          |
| 1957年 | ハクチカラ         | 牡5  | 15戦9勝 天皇賞(秋)、有馬記念           | ヤシマ牧場   | 尾形藤吉   | 西博             | 保田隆芳            |
| 1958年 | オンワードゼア     | 牡5  | 14戦6勝 天皇賞(春)、有馬記念           | 益田牧場     | 二本柳俊夫 | 樫山純三         | 野平好男 八木沢勝美 |
| 1959年 | クリペロ           | 牡5  | 11戦5勝 毎日王冠                       | 大東牧場     | 尾形藤吉   | 栗林友二         | 森安弘明            |
| 1960年 | オーテモン         | 牡6  | 12戦3勝 天皇賞(秋)                     | 富岡牧場     | 田中和夫   | 永田雅一         | 野平好男            |
| 1961年 | タカマガハラ       | 牡5  | 12戦4勝 天皇賞(秋)                     | 霧ケ峰牧場   | 小西喜蔵   | 平井太郎         | 加賀武見            |
| 1962年 | オンスロート       | 牡6  | 10戦8勝 天皇賞(春)、有馬記念           | 青森牧場     | 中村広     | 田村喜志         | 山岡忞              |
| 1963年 | リユウフオーレル   | 牡5  | 12戦6勝 天皇賞(秋)、両グランプリ       | 浜田亀蔵     | 橋本正晴   | 三好笑子         | 宮本悳              |
| 1964年 | ヤマトキヨウダイ   | 牡5  | 11戦7勝 天皇賞(秋)、有馬記念           | 伏木田牧場   | 稲葉幸夫   | 門井みち         | 梶与四松            |
| 1965年 | シンザン           | 牡5  | 8戦7勝 天皇賞(秋)、両グランプリ        | 松橋吉松     | 武田文吾   | 橋元幸吉         | 栗田勝 松本善登     |
| 1966年 | コレヒデ           | 牡5  | 11戦6勝 天皇賞(秋)、有馬記念           | 千明牧場     | 尾形藤吉   | 千明康           | 保田隆芳            |
| 1967年 | スピードシンボリ   | 牡5  | 5戦3勝 天皇賞(春)                      | シンボリ牧場 | 野平省三   | 和田共弘         | 野平祐二            |
| 1968年 | ヒカルタカイ       | 牡5  | 6戦2勝 天皇賞(春)、宝塚記念            | 吉田勇       | 藤本冨良   | 長山善健         | 野平祐二            |
| 1969年 | タケシバオー       | 牡5  | 10戦8勝 天皇賞(春)、英国フェア開催記念 | 榊憲治       | 三井末太郎 | 小畑正雄         | 古山良司            |
| 1970年 | スピードシンボリ   | 牡8  | 7戦3勝 両グランプリ                    | シンボリ牧場 | 野平省三   | 和田共弘         | 野平祐二            |
| 1971年 | メジロムサシ       | 牡5  | 11戦4勝 天皇賞(春)、宝塚記念           | 鍋掛牧場     | 大久保末吉 | メジロ商事（株） | 横山富雄            |

### 優駿賞時代
| 年     | 受賞馬             | 性齢 | 年度成績 （主な勝ち鞍）                     | 生産者         | 調教師     | 馬主                 | 騎手              |
| ------ | ------------------ | ---- | ------------------------------------------- | -------------- | ---------- | -------------------- | ----------------- |
| 1972年 | ヤマニンウエーブ   | 牡6  | 14戦4勝 天皇賞(秋)                          | 錦岡牧場       | 中村覚之助 | 土井宏二             | 小野幸治          |
| 1973年 | タニノチカラ       | 牡5  | 9戦6勝 天皇賞(秋)                           | カントリー牧場 | 島崎宏     | 谷水雄三             | 田島日出雄        |
| 1974年 | タニノチカラ       | 牡6  | 8戦4勝 有馬記念                             | カントリー牧場 | 島崎宏     | 谷水雄三             | 田島日出雄        |
| 1975年 | フジノパーシア     | 牡5  | 9戦5勝 天皇賞(秋)                           | 北西牧場       | 柴田寛     | 真田繁次、高橋金次   | 大崎昭一          |
| 1976年 | アイフル           | 牡6  | 10戦4勝 天皇賞(秋)                          | 佐藤三郎       | 仲住芳雄   | 藤本義昭             | 嶋田功            |
| 1977年 | テンポイント       | 牡5  | 7戦6勝 天皇賞(春)、有馬記念                 | 吉田牧場       | 小川佐助   | 高田久成             | 鹿戸明            |
| 1978年 | カネミノブ         | 牡5  | 9戦3勝 有馬記念                             | 青森牧場       | 阿部新生   | 角替光二             | 加賀武見          |
| 1979年 | グリーングラス     | 牡7  | 4戦1勝 有馬記念                             | 諏訪牧場       | 中野隆良   | 半沢吉四郎           | 岡部幸雄 大崎昭一 |
| 1980年 | ホウヨウボーイ     | 牡6  | 7戦4勝 有馬記念                             | 豊洋牧場       | 二本柳俊夫 | 古川嘉治             | 加藤和宏          |
| 1981年 | ホウヨウボーイ     | 牡7  | 6戦2勝 天皇賞(秋)                           | 豊洋牧場       | 二本柳俊夫 | 古川嘉治             | 加藤和宏          |
| 1982年 | ヒカリデュール     | 牡6  | 6戦2勝 有馬記念                             | キタノ牧場     | 須貝彦三   | 橋本善吉             | 河内洋            |
| 1983年 | キョウエイプロミス | 牡7  | 3戦1勝 天皇賞(秋)                           | 三好牧場       | 高松邦男   | 松岡正雄             | 柴田政人          |
| 1984年 | カツラギエース     | 牡5  | 9戦5勝 宝塚記念、ジャパンカップ             | 片山専太郎     | 土門一美   | 野出一三、野出長一   | 西浦勝一          |
| 1985年 | シンボリルドルフ   | 牡5  | 5戦4勝 天皇賞(春)、ジャパンカップ、有馬記念 | シンボリ牧場   | 野平祐二   | 和田農林（有）       | 岡部幸雄          |
| 1986年 | サクラユタカオー   | 牡5  | 6戦3勝 天皇賞(秋)                           | 藤原牧場       | 境勝太郎   | （株）さくらコマース | 小島太            |

### JRA賞時代

#### 最優秀5歳以上牡馬
| 年     | 受賞馬             | 性齢 | 年度成績 （年度GI勝ち鞍）                                           | 生産者           | 調教師     | 馬主                 | 騎手          | 得票数  |
| ------ | ------------------ | ---- | ------------------------------------------------------------------- | ---------------- | ---------- | -------------------- | ------------- | ------- |
| 1987年 | ニッポーテイオー   | 牡5  | 6戦3勝 天皇賞（秋）、 マイルチャンピオンシップ                      | 千代田牧場       | 久保田金造 | 山石祐一             | 郷原洋行      |         |
| 1988年 | タマモクロス       | 牡5  | 7戦5勝 天皇賞（春・秋）、宝塚記念                                   | 錦野牧場         | 小原伊佐美 | タマモ（株）         | 南井克巳      |         |
| 1989年 | イナリワン         | 牡6  | 8戦3勝 天皇賞（春）、両グランプリ                                   | 山本実儀         | 鈴木清     | 保手浜弘規           | 武豊 柴田政人 |         |
| 1990年 | オグリキャップ     | 牡6  | 5戦2勝 安田記念、有馬記念                                           | 稲葉不奈男       | 瀬戸口勉   | 近藤俊典             | 武豊          |         |
| 1991年 | メジロマックイーン | 牡5  | 7戦3勝 天皇賞（春）                                                 | 吉田堅           | 池江泰郎   | メジロ商事（株）     | 武豊          |         |
| 1992年 | メジロパーマー     | 牡6  | 7戦3勝 両グランプリ                                                 | メジロ牧場       | 大久保正陽 | （有）メジロ牧場     | 山田泰誠      |         |
| 1993年 | ヤマニンゼファー   | 牡6  | 7戦3勝 安田記念、天皇賞（秋）                                       | 錦岡牧場         | 栗田博憲   | 土井肇               | 柴田善臣      |         |
| 1994年 | ビワハヤヒデ       | 牡5  | 5戦4勝 天皇賞（春）、宝塚記念                                       | 早田牧場新冠支場 | 浜田光正   | （有）ビワ           | 岡部幸雄      |         |
| 1995年 | サクラチトセオー   | 牡6  | 7戦2勝 天皇賞（秋）                                                 | 谷岡牧場         | 境勝太郎   | （株）さくらコマース | 小島太        |         |
| 1996年 | サクラローレル     | 牡6  | 5戦4勝 天皇賞（春）、有馬記念                                       | 谷岡牧場         | 境勝太郎   | （株）さくらコマース | 横山典弘      |         |
| 1997年 | マーベラスサンデー | 牡6  | 4戦2勝 宝塚記念                                                     | 早田牧場新冠支場 | 大沢真     | 笹原貞生             | 武豊          |         |
| 1998年 | タイキシャトル     | 牡5  | 5戦4勝 安田記念、 ジャック・ル・マロワ賞、 マイルチャンピオンシップ | タイキファーム   | 藤沢和雄   | （有）大樹ファーム   | 岡部幸雄      |         |
| 1999年 | エルコンドルパサー | 牡5  | 4戦2勝 サンクルー大賞                                               | タカシ・ワタナベ | 二ノ宮敬宇 | 渡邊隆               | 蛯名正義      |         |
| 2000年 | テイエムオペラオー | 牡5  | 8戦8勝 天皇賞（春）、宝塚記念、 秋古馬三冠                          | 杵臼牧場         | 岩元市三   | 竹園正繼             | 和田竜二      | 296/296 |

#### 最優秀4歳以上牡馬
| 年     | 受賞馬             | 性齢 | 年度成績 （年度GI勝ち鞍）                                  | 生産者                                     | 調教師     | 馬主                           | 騎手              | 得票数  |
| ------ | ------------------ | ---- | ---------------------------------------------------------- | ------------------------------------------ | ---------- | ------------------------------ | ----------------- | ------- |
| 2001年 | アグネスデジタル   | 牡4  | 7戦4勝 南部杯、天皇賞（秋）、香港カップ                    | ケイツビー W.クレイ &ペーター J.キャラハン | 白井寿昭   | 渡辺孝男                       | 四位洋文          | 200/283 |
| 2002年 | マンハッタンカフェ | 牡4  | 3戦1勝 天皇賞（春）                                        | 社台ファーム                               | 小島太     | 西川清                         | 蛯名正義          | 146/281 |
| 2003年 | シンボリクリスエス | 牡4  | 4戦2勝 天皇賞（秋）、有馬記念                              | タカヒロ・ワダ                             | 藤沢和雄   | シンボリ牧場                   | O.ペリエ          | 275/287 |
| 2004年 | ゼンノロブロイ     | 牡4  | 7戦3勝 秋古馬三冠                                          | 白老ファーム                               | 藤沢和雄   | 大迫忍                         | O.ペリエ          | 285/285 |
| 2005年 | ハーツクライ       | 牡4  | 6戦1勝 有馬記念                                            | 社台ファーム                               | 橋口弘次郎 | （有）社台レースホース         | C.ルメール        | 268/291 |
| 2006年 | ディープインパクト | 牡4  | 6戦5勝 天皇賞（春）、ジャパンカップ、両グランプリ          | ノーザンファーム                           | 池江泰郎   | 金子真人ホールディングス（株） | 武豊              | 288/289 |
| 2007年 | アドマイヤムーン   | 牡4  | 6戦4勝 ドバイデューティーフリー、 宝塚記念、ジャパンカップ | ノーザンファーム                           | 松田博資   | ダーレー・ジャパン             | 武豊 岩田康誠     | 249/289 |
| 2008年 | スクリーンヒーロー | 牡4  | 6戦3勝 ジャパンカップ                                      | 社台ファーム                               | 鹿戸雄一   | 吉田照哉                       | M.デムーロ        | 167/300 |
| 2009年 | ドリームジャーニー | 牡5  | 8戦3勝 両グランプリ                                        | 社台コーポレーション白老ファーム           | 池江泰寿   | （有）サンデーレーシング       | 池添謙一          | 221/287 |
| 2010年 | ナカヤマフェスタ   | 牡4  | 5戦2勝 宝塚記念                                            | 新井牧場                                   | 二ノ宮敬宇 | 和泉信一                       | 柴田善臣 蛯名正義 | 269/285 |
| 2011年 | ヴィクトワールピサ | 牡4  | 4戦2勝 ドバイワールドカップ                                | 社台ファーム                               | 角居勝彦   | 市川義美                       | M.デムーロ        | 129/285 |
| 2012年 | オルフェーヴル     | 牡4  | 6戦2勝 宝塚記念                                            | 社台コーポレーション白老ファーム           | 池江泰寿   | （有）サンデーレーシング       | 池添謙一          | 273/289 |
| 2013年 | オルフェーヴル     | 牡5  | 4戦3勝 有馬記念                                            | 社台コーポレーション白老ファーム           | 池江泰寿   | （有）サンデーレーシング       | 池添謙一          | 176/280 |
| 2014年 | ジャスタウェイ     | 牡5  | 6戦3勝 ドバイデューティーフリー、安田記念                  | 社台コーポレーション白老ファーム           | 須貝尚介   | 大和屋暁                       | 福永祐一 柴田善臣 |         |
| 2015年 | ラブリーデイ       | 牡5  | 10戦6勝 宝塚記念、天皇賞（秋）                             | ノーザンファーム                           | 池江泰寿   | 金子真人ホールディングス（株） | 川田将雅 浜中俊   | 174/291 |
| 2016年 | キタサンブラック   | 牡4  | 6戦3勝 天皇賞（春）・ジャパンカップ                        | ヤナガワ牧場                               | 清水久詞   | （有）大野商事                 | 武豊              | 201/291 |
| 2017年 | キタサンブラック   | 牡5  | 6戦4勝 大阪杯・天皇賞（春・秋）・有馬記念                  | ヤナガワ牧場                               | 清水久詞   | （有）大野商事                 | 武豊              | 290/290 |
| 2018年 | レイデオロ         | 牡4  | 5戦2勝 天皇賞（秋）                                        | ノーザンファーム                           | 藤沢和雄   | （有）キャロットファーム       | C.ルメール        | 212/276 |
| 2019年 | ウインブライト     | 牡5  | 6戦4勝 QE2世C、香港カップ                                  | コスモヴューファーム                       | 畠山吉宏   | （有）ウイン                   | 松岡正海          | 136/274 |
| 2020年 | フィエールマン     | 牡5  | 3戦1勝 天皇賞（春）                                        | ノーザンファーム                           | 手塚貴久   | （有）サンデーレーシング       | C.ルメール        | 241/283 |
| 2021年 | コントレイル       | 牡4  | 3戦1勝 ジャパンカップ                                      | ノースヒルズ                               | 矢作芳人   | 前田晋二                       | 福永祐一          | 282/296 |
| 2022年 | タイトルホルダー   | 牡4  | 5戦3勝 天皇賞（春）、宝塚記念                              | 岡田スタッド                               | 栗田徹     | 山田弘                         | 横山和生          | 280/288 |
| 2023年 | イクイノックス     | 牡4  | 4戦4勝 ドバイSC、宝塚記念、天皇賞（秋）、ジャパンカップ    | ノーザンファーム                           | 木村哲也   | （有）シルクレーシング         | C.ルメール        | 294/295 |
| 2024年 | ドウデュース       | 牡5  | 4戦2勝 天皇賞（秋）、ジャパンカップ                        | ノーザンファーム                           | 友道康夫   | （株）キーファーズ             | 武豊              | 256/256 |

### 父子での受賞
父子で最優秀4歳以上牡馬に輝いたのは
- ハーツクライ（2005年）- ジャスタウェイ（2014年）、ドウデュース（2024年）
- ディープインパクト（2006年）- フィエールマン（2020年）、コントレイル（2021年）
- キタサンブラック（2016年・2017年）- イクイノックス（2023年）

等がいる。

### 兄弟での受賞
兄弟で最優秀4歳以上牡馬に輝いたのは
- ドリームジャーニー - オルフェーヴル（オリエンタルアート産駒）

等がいる。